# Engystomops petersi
Espèce
Synonymes
- Eupemphix paraensis Müller, 1923
- Eupemphix schereri Myers, 1942
- Physalaemus petersi (Jiménez de la Espada, 1872)

Statut de conservation UICN

 LC  : Préoccupation mineure
Engystomops petersi est une espèce d'amphibiens de la famille des Leptodactylidae.

## Distribution
Cette espèce se rencontre entre 89 et 1 200 m d'altitude dans le haut bassin de l'Amazone, :
- en Amazonie équatorienne ;
- dans le Nord-Est du Pérou ;
- en Amazonie colombienne.

## Étymologie
Cette espèce est nommée en l'honneur de Wilhelm Peters.

## Publication originale
- Jiménez de la Espada, 1872 : Nuevos Batrácios Americanos. Anales de la Sociedad Española de Historia Natural, vol. 1, p. 85-88 (texte intégral).